# 불법 비보고 비규제 어업

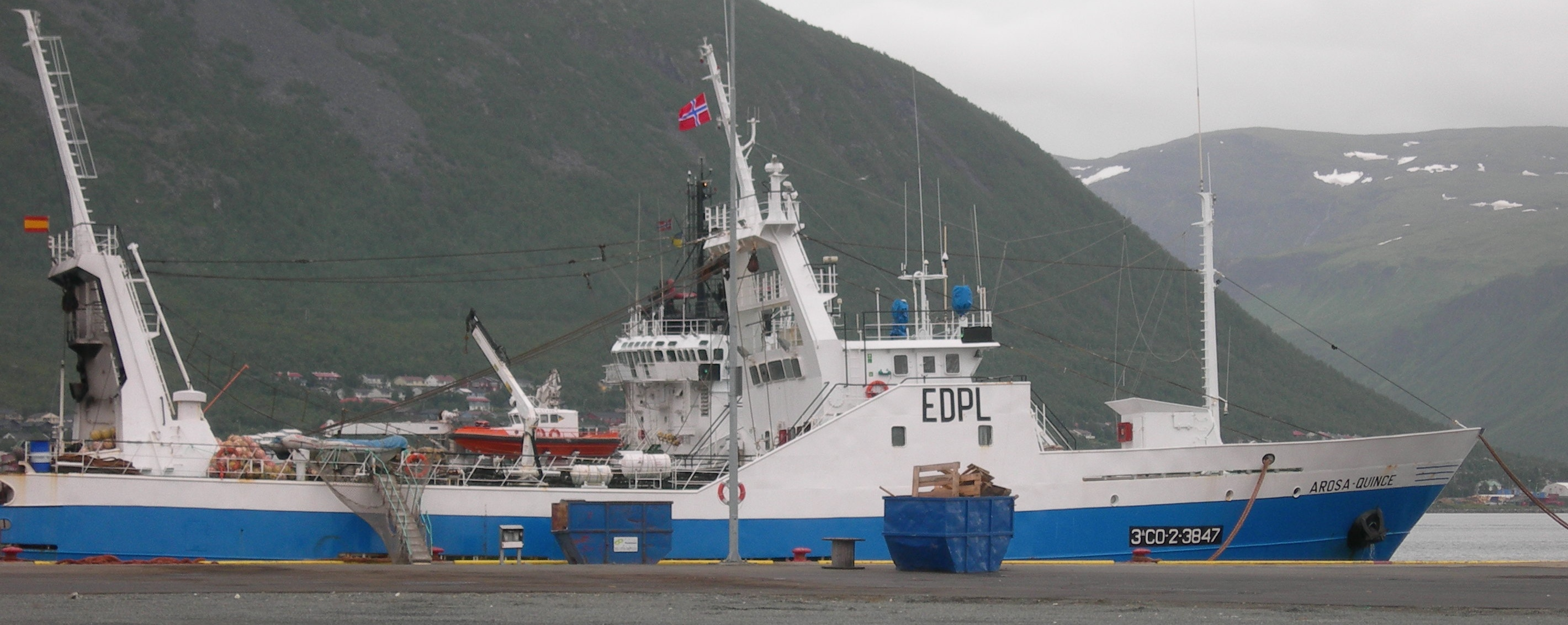

불법·비보고·비규제 어업(Illegal, unreported and unregulated fishing, IUU 어업)은 2009년 12월 체결된 「대한민국 정부와 러시아연방 정부간 해양생물자원의 불법 비보고 비규제어업 방지협력에 관한 협정」에 나오는 말이다. 무허가 혹은 어업활동에 관한 국내외 관련 법규 및 의무를 위반할 경우, 관련 국가 또는 국제 수산기구에 보고하지 않거나 거짓 보고 할 경우, 그리고 공해 또는 국제수산기구 관할 수역 내 무국적 어선을 이용할 경우를 말한다.

## 불법 어업
불법어업이라 함은 국가의 허가 없이 또는 국가의 법률과 규정을 위반하여 그 국가의 관할 수역에서 자국민 또는 외국인에 의하여 행해지는 어업활동을 말한다.

## 비보고 어업
비보고 어업은 국가의 법률과 규정을 위반하여 관련 국가의 당국에 보고를 하지 않거나 잘못 보고를 하는 어업활동을 말한다.

## 비규제 어업
비규제 어업이란 지역수산관리기구의 적용수역에서 무국적어선에 의하여 행해지는 어업활동 또는 그 기구의 비당사국 국기를 게양한 어선 또는 어업 실체에 의하여 그 기구의 보존관리조치와 일치하지 않거나 위반하는 방법으로 행해지는 어업활동을 말한다.

## 같이 보기
- 남획
- 밀렵